# Comité de Apelación por los Derechos Humanos
El Comité de Apelación por los Derechos Humanos (en inglés: Committee on the Appeal for Human Rights, COAHR) fue un grupo de estudiantes de Atlanta University Center formado en febrero de 1960. El comité redactó y publicó Un llamamiento a los derechos humanos (An Appeal for Human Rights) el 9 de marzo de 1960. Seis días después de la publicación del documento, los estudiantes de Atlanta se unieron para iniciar el Movimiento Estudiantil de Atlanta (Atlanta Student Movement) e iniciaron las sentadas de Atlanta para exigir la desegregación racial como parte del Movimiento por los Derechos Civiles. Los primeros miembros del grupo incluyen, entre otros, Lonnie King, Julian Bond, Herschelle Sullivan, Carolyn Long y Joseph Pierce.

## Historia
Después de leer sobre las sentadas de Greensboro en el Atlanta Daily World, el diario negro de la ciudad, el estudiante universitario de Morehouse, Lonnie King, sabía que los negros en Atlanta enfrentaban condiciones opresivas similares y pensó que lo que sucedió en Greensboro debería suceder en Atlanta. En un lugar de reunión del campus, King les dijo a sus compañeros Joseph Pierce y Julian Bond: «Hagamos que suceda aquí». Los tres comenzaron a organizar a los estudiantes de Atlanta, formando COAHR.
El 15 de marzo de 1960, los estudiantes de Spelman, Ruby Doris Smith y Gwen Isles, junto con Bond y otros estudiantes organizaron las primeras sentadas. Más de doscientos estudiantes se sentaron en once tiendas en el centro de Atlanta; 83 de ellos fueron detenidos. Seis días antes, se había publicado An Appeal for Human Rights, una salva de apertura de lo que sería una campaña sostenida de sentadas y boicots por parte de COAHR exigiendo el fin de la segregación y las prácticas racistas.
Aunque COAHR desafió la segregación en la comunidad local de Atlanta, también tenían vínculos organizativos con el Comité Coordinador Estudiantil No Violento (SNCC). Julian Bond y Lonnie King fueron delegados en la conferencia de fundación de SNCC. Los estudiantes de Atlanta continuarían desempeñando un papel importante en el trabajo de SNCC. Ruby Doris Smith se convirtió en una de las líderes más importantes de SNCC y, en última instancia, en su secretaria de programa. Julian Bond se convirtió en director de comunicaciones de SNCC.